# William Cavendish (markiz)
William John Robert Cavendish, markiz Hartington, Billy Cavendish (ur. 10 grudnia 1917 w Londynie, zm. 9 września 1944 we Flandrii) – brytyjski arystokrata, polityk, oficer armii brytyjskiej w stopniu majora. Był najstarszym synem Edwarda Cavendisha, 10. księcia Devonshire i Lady Mary Gascoyne-Cecil, a zatem miał pierwszeństwo w linii sukcesji do tytułu książęcego Devonshire.  Mąż Kathleen Kennedy Cavendish. Zginął podczas II wojny światowej, w czasie walk w regionie Niderlandów we wrześniu 1944 roku, będąc żołnierzem regimentu o nazwie Coldstream Guards. Został zabity przez niemieckiego snajpera.  Pochowano go na Cmentarzu Wojennym w Leopoldsburgu.